# Trevor Walker
Trevor Myke Walker es un político de Barbuda que ejerce como miembro de la Cámara de Representantes de Antigua y Barbuda en representación de la circunscripción de Barbuda desde 2018. Previamente había ocupado el mismo cargo desde 2004 hasta 2014. Es líder del Movimiento Popular de Barbuda (BPM), partido localista que busca la eventual independencia de Barbuda respecto de Antigua. A nivel nacional, mantiene una alianza con el Partido Progresista Unido (UPP).
Fue elegido miembro del Consejo de Barbuda en 2001, lo que marcó su debut político. Después de ser elegido miembro de la Cámara de Representantes tres años después y en el marco de la victoria nacional del UPP, a Walker se le asignó el cargo de Ministro de Estado responsable de Asuntos de Barbuda en el gabinete de Baldwin Spencer. Posteriormente, en 2009, Walker fue nombrado ministro de Obras Públicas y Transportes, donde estuvo a cargo de la construcción del supermercado más grande de Antigua, el Epicurean Supermarket. En las elecciones de 2014 perdió su escaño ante el candidato del Partido Laborista de Antigua y Barbuda, Arthur Nibbs.
Walker regresó al parlamento luego de las elecciones anticipadas de 2018 que siguieron al huracán Irma y condujeron a una victoria significativa para el Movimiento Popular de Barbuda. También se desempeña como vicepresidente del Consejo de Barbuda y presidente del comité de finanzas. El manejo por parte de Walker de la Ley de Tierras de Barbuda y la solicitud de secesión de Barbuda en 2020 ha generado duras críticas del Partido Laborista, en particular de Gaston Browne (el actual primer ministro) y Steadroy Benjamin. El respaldo de Walker a la creación de una federación de islas gemelas en Antigua y Barbuda también generó una fuerte condena del Partido Laborista.